# 长臂卷瓣兰
长臂卷瓣兰（学名：Bulbophyllum longibrachiatum）为兰科石豆兰属下的一个种。

## 扩展阅读
維基物種上的相關：长臂卷瓣兰